# Börje Leander
Oscar Börje Leander (7. marts 1918 – 30. oktober 2003) var en svensk fodboldspiller, der som midtbanespiller på Sveriges landshold var med til at vinde guld ved OL i 1948 i London. I alt nåede han mellem 1941 og 1950 at spille 23 landskampe og score fire mål.
Leander spillede på klubplan i hjemlandet hos AIK Stockholm. Han fik sin debut for holdet 23. april 1939, og var i 1949 og 1950 med til at vinde den svenske pokalturnering.

## Titler
Sveriges Pokalturnering
- 1949 og 1950 med AIK Stockholm

OL
- 1948 med Sverige